# 新城市立鳳来中学校
新城市立鳳来中学校（しんしろしりつ　ほうらいちゅうがっこう）は愛知県新城市長篠にある公立中学校。

## 概要
- 鳳来中部小学校校区、鳳来寺小学校校区、鳳来東小学校校区、東陽小学校校区の生徒が通学し、旧・南設楽郡鳳来町全域が該当する。

## 沿革
鳳来中学校は、1968年に長篠中学校、鳳来東中学校、鳳来西中学校を統合し開校した中学校である。ここでは、それ以前の旧・鳳来町に該当する地域の中学校についても記述する。尚、1947年から1949年に「鳳来寺村立鳳来中学校」として鳳来寺村に同名の中学校が存在したが、前身校のひとつでもある。
- 1947年（昭和22年）4月 -
  - 南設楽郡長篠村に長篠村立長篠中学校が開校。
  - 八名郡七郷村に七郷村立七郷第一中学校と七郷村立七郷第二中学校が開校する。七郷村立一色小学校に七郷村立七郷第二中学校一色分校を設置する。
  - 八名郡大野町に大野町立大野中学校が開校。
  - 南設楽郡鳳来寺村に鳳来寺村立鳳来中学校が開校。
  - 八名郡山吉田村に山吉田村立山吉田中学校が開校。
  - 南設楽郡海老町に海老町立海老中学校が開校。
- 1949年（昭和24年）
  - 1月7日 - 大野町と七郷村で学校組合を設立。大野町立大野中学校、七郷村立七郷第一中学校、七郷村立七郷第二中学校を統合し、組合立東陽中学校が開校。七郷第二中学校一色分校は東陽中学校一色分校となる。
  - 9月5日 - 鳳来寺村立鳳来中学校から鳳来寺村立鳳来西中学校が分離する。同時に鳳来寺村立鳳来中学校は鳳来寺村立鳳来東中学校に改称する。鳳来東中学校の校区は鳳来小学校校区、門谷小学校校区、鳳来寺村立鳳来西中学校の校区は布里小学校校区、愛郷小学校校区となる。
- 1956年（昭和31年）
  - 4月1日 - 南設楽郡長篠村、鳳来寺村、八名郡大野町、七郷村が合併し、鳳来町が発足する。同時に長篠中学校、鳳来東中学校、鳳来西中学校、東陽中学校、東陽中学校一色分校が鳳来町立の中学校となる。
  - 7月1日 - 北設楽郡三輪村のうち大字川合・大字長岡の一部（池場地区）が鳳来町に編入される。これにより、川合小学校校区、池場小学校校区が東陽中学校校区となる。
  - 9月30日 - 南設楽郡海老町、八名郡山吉田村が鳳来町に編入される。同時に海老中学校と山吉田中学校が鳳来町立の中学校となる。
  - 9月30日 - 新城町（後の新城市）との間で境界変更が実施され、横山（旧長篠村）のうち字北山を除く地域と布里（旧鳳来寺村）字七久保が新城町に編入される一方、新城町乗本（旧舟着村）が鳳来町に編入される。乗本小学校校区が長篠中学校校区に移る。
- 1968年（昭和43年）4月 - 長篠中学校、鳳来東中学校、鳳来西中学校を統合し、鳳来町立鳳来中学校として開校。
- 1969年（昭和44年）
  - 4月 - 海老中学校を統合する。
  - 12月 - 現在地に校舎が完成する。
- 1970年（昭和45年）4月 - 山吉田中学校を統合する。
- 1972年（昭和47年）4月 - 東陽中学校、東陽中学校一色分校を統合する。
- 2005年（平成17年）10月1日 - 鳳来町が新城市に編入される。同時に新城市立鳳来中学校に改称する。

## 部活動
2022年度に開設されていた部活動は以下の通り。
- 野球（男子のみ）
- バレーボール（男子のみ）
- バスケットボール
- ソフトテニス
- 卓球
- 剣道
- 弓道
- 吹奏楽

他、特設部活動として
- 柔道
- 陸上
- 駅伝

## その他
- 旧・長篠中学校の校地は、1969年（昭和44年）に新設の鳳来町立鳳来中部小学校に転用されている。
- 旧・鳳来東中学校の校地は、1970年（昭和45年）に新設の鳳来町立鳳来寺小学校に転用されている。
- 旧・鳳来西中学校は、現在の新城市只持字作角に存在した。跡地は民間の工場となっている。
- 旧・山吉田中学校の跡地には、2013年（平成25年）に新城市立黄柳川小学校が開校している。
- 旧・海老中学校の校舎は、海老小学校の木造校舎（1979年解体）の西半分を使用していた。
- 旧・東陽中学校の校地は、1976年（昭和51年）に新設の鳳来町立東陽小学校に転用されている。

## 交通アクセス
- 飯田線本長篠駅下車、徒歩約8分。

## 出身者
- 下江洋行（新城市長）
- 村上（マヂカルラブリー）